# Шалица
Шалица (устар. Шала) — река в России, протекает по Пудожскому району Карелии. Устье реки находится в 5 км по правому берегу Водлы, напротив посёлка Шальский. Длина реки составляет 104 км, площадь водосборного бассейна — 992 км².

## Физико-географическая характеристика
Исток — Шалозеро, в которое впадает Гавгручей, неся воды Сямозера. Шалица протекает через Копполозеро, Тягозеро и озеро Купецкое, на берегах которого находятся деревни Бураково, Авдеево, Октябрьская и Алексеево. Протекает через посёлок Онежский и озеро Шальское, в которое впадает река Сума-Шальская. Ниже Купецкого озера пересекает трассу А119 («Вологда — Медвежьегорск — автомобильная дорога Р-21 „Кола“»).

## Притоки
- 24 км: Ялганда (лв)
- 35 км: Ялганда (пр)
- 65 км: Выраручей (пр)

Также к бассейну Шалицы относятся озёра: Большое Киндожское и Рындозеро.

## Фотографии
|  |  |

## Данные водного реестра
По данным государственного водного реестра России относится к Балтийскому бассейновому округу, водохозяйственный участок реки — Водла, речной подбассейн реки — Свирь (включая реки бассейна Онежского озера). Относится к речному бассейну реки Нева (включая бассейны рек Онежского и Ладожского озера).
Код объекта в государственном водном реестре — 01040100412102000017026.